# Displasia del gomito
La displasia del gomito è un'alterazione della formazione dell'articolazione del gomito del cane, che nei casi gravi può portare a zoppìa ed artrite. La patologia ha una componente principalmente ereditaria poligenica, ma è favorita anche da fattori ambientali. Alcune razze canine sono più predisposte di altre a sviluppare il disturbo.

## Eziologia
Il disturbo può essere causato da tre diverse eziologie, e queste possono avvenire indipendentemente o in congiunzione l'una con l'altra:
- mancata saldatura del processo anconeo (UAP)
- frammentazione del processo coronoideo mediale (FCP)
- osteocondrite disseccante della troclea omerale (OCD)

La patologia, a forte carattere ereditario, non colpisce tutte le razze canine con uguale incidenza: il Labrador Retriever, il Golden Retriever, il Rottweiler, il Bovaro del bernese ed il Cane da pastore tedesco sono le più predisposte. Anche la probabilità di sviluppare una delle tre specifiche forme è correlata alla razza ed alla conformazione anatomica.

## Mancata saldatura del processo anconeo
La cartilagine di accrescimento del processo anconeo si chiude tra la 16ª e la 20ª settimana: se ciò non avviene, il processo anconeo si considera non saldato. La presenza di ritardi nella crescita dell'ulna, spesso associati ad un solco trocleare troppo piccolo, sottopongono la cartilagine di accrescimento del processo anconeo a sforzi eccessivi che ne impediscono la chiusura. I cani di taglia grande sono i più predisposti, data la maggiore forza a cui è sottoposta l'articolazione.

## Frammentazione del processo coronoideo mediale
Anche il processo coronoideo mediale può essere sollecitato abnormemente, in particolare in presenza di ritardi di crescita del radio (sindrome del radio corto) e/o da deformazioni di forma ellittica del solco trocleare. Il processo coronoideo può essere coinvolto in tre modi in base alla gravità crescente: fessurato, fratturato, o dislocato dalla testa del radio.

## Osteocondrite disseccante della troclea omerale
Alterazioni dello sviluppo e della vascolarizzazione della cartilagine possono portare a distrofia e necrosi della stessa, con eventuale distacco di lembi cartilaginei nella cavità articolare (da questo il termine “disseccante”). Questo disturbo è talvolta associato ad alimentazioni ipercaloriche o ad alto tenore di calcio nei cani di grossa taglia.

## Sintomatologia
La zoppia, più accentuata al trotto che al passo, compare solitamente in maniera saltuaria tra il 4º ed il 6º mese di età.
La zoppicatura in presenza di displasia del gomito può avere insorgenza acuta o cronica a seconda dell'eziologia. Nei casi acuti è presente dolore e tumefazione dell'articolazione, che con la cronicizzazione diventano meno evidenti. La mano e avambraccio si presentano abdotti ed extraruotati, il gomito viene tenuto addotto ed intraruotato.
Se non trattata, la displasia del gomito evolve inevitabilmente in fenomeni osteoartrosici precoci, che precludono il range di movimento dell'articolazione.

## Terapia
La terapia elettiva è quella chirurgica. La terapia medica, che ha la sola funzione di alleviare il dolore, consiste in un controllo del peso dell'animale, riduzione dell'attività fisica, somministrazione di farmaci antinfiammatori non steroidei al bisogno e l'eventuale somministrazione di condroprotettori.